# Zaragoza Club Deportivo
El Real Zaragoza Club Deportivo, anomenat durant la Segona República Zaragoza Club Deportivo, fou un antic club de futbol aragonès de la ciutat de Saragossa.

## Història

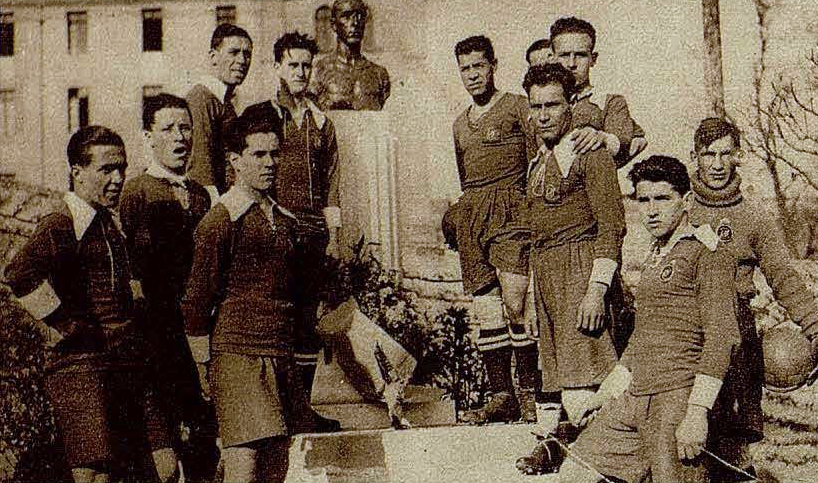
Jugadors del Real Zaragoza CD rendeixen homenatge al bust de Pichichi el 1927.

Va ser fundat l'any 1925 després de la fusió de la Real Sociedad Atlética Stadium i el Zaragoza Foot-Ball Club. Disputava els seus partits al Camp de la Torre de Bruil. El club va mantenir el títol de Reial atorgat anteriorment a l'Stadium, adoptant també la samarreta vermella i els pantalons blaus d'aquest mateix club. La temporada 1928-29 jugà a la Segona Divisió espanyola, acabant cinquè del grup B. La següent temporada jugà a Tercera Divisió, però es retirà de la categoria per problemes econòmics. La temporada 1930-31 tornà a jugar a Tercera Divisió, finalitzant en quarta posició del Grup II. La següent campanya jugà a categoria regional, ja amb el nom de Zaragoza CD, per l'adveniment de la Segona República Espanyola. El greus problemes econòmics que patia l'entitat van provocar que es donés de baixa a la Federació Aragonesa el mes de desembre de 1931. Finalment, el 18 de març de 1932 es fusionà amb l'Iberia Sport Club per formar el Zaragoza Foot-ball Club, actual Real Zaragoza.

## Trajectòria
- Temporades a Segona Divisió: 1.
- Temporades a Tercera Divisió: 2.